# 小林清貞
小林 清貞（こばやし きよさだ、1890年8月24日 - 1968年4月21日）は、日本の学者、弁護士。元東京外国語学校教授、正四位・勲四等・独法学者。旧姓加藤。

## 経歴
愛知県立第一中学校、第八高等学校を経て1917年（大正6年）3月 東京帝国大学卒業。卒業後、朝鮮総督府検事補となる。
1922年（大正11年）2月に朝鮮総督府検事退官し、従四位勲四等を贈られる。同年3月に名古屋地方検事局弁護士名簿登録される。
東京外国語学校教授となったあと、1923年（大正12年）9月に名古屋三大商家・桑名屋の娘である小林初子と結婚し、小林家に入婿した。
1925年（大正14年）6月1日から1927年（昭和2年）12月15日の間、ドイツやアメリカに留学した。1932年（昭和7年）には東京外国語学校生徒課長の小林清貞教授の排斥ストライキに参加した。
1943年（昭和18年）に東京外国語学校を退官すると、 鹿島建設に入り重役・人事部長を歴任する。
1954年（昭和29年）7月 東京弁護士会に弁護士登録された。その後、1967年（昭和42年） 埼玉県北本市に移住し、1968年（昭和43年）4月21日に死去した。

## 著書
- 『最新法制概論.［改訂版］』 東京 : 文献書院、1926
- 『新編 女子法制経済教科書』 文献書院、1928
- 講演「独逸事情」[3]
- 国立国会図書館デジタルコレクション - 法制経済に関する講演集